# 北海道道90号旭川環状線
北海道道90号旭川環状線（ほっかいどうどう90ごう あさひかわかんじょうせん）は、北海道旭川市を反時計回りに一周する道道（主要地方道）である。

## 概要
都市計画道路名は「3・3・11号環状1号線」。地元では「環状線」と略して呼ばれることもある。
起点からしばらくは道道旭川多度志線と重複して神居二条と同三条の間を南下し、神居町雨紛で左へカーブしながら道道新開旭川線交点を過ぎて間もなく、雨紛大橋で美瑛川を渡る。続いて西御料で国道237号・JR富良野線と立体交差する（国道237号とは取付道路により接続）。緑が丘・旭神を通ってツインハープ橋で忠別川を渡り、東光・豊岡を経て豊永橋で牛朱別川を渡る。石北本線と立体交差して永山に入り、北旭川跨線橋で宗谷本線と立体交差し、秋月橋で石狩川を渡る。末広東を経て直進し、旭川新道交点を左折し重複する。忠和で左折し終点に至る。

### 路線データ
- 起点：北海道旭川市神居2条1丁目（国道12号交点）
- 終点：北海道旭川市忠和4条8丁目（起点と同地点、国道12号交点）
- 総延長：28.787 km[1]
- 実延長：21.558 km[1]
- 重用延長：7.229 km[1]

## 歴史
- 1974年（昭和49年）3月31日 - 北海道が道道823号旭川環状線を認定[2]。
- 1991年（平成3年）9月17日 - ツインハープ橋が開通。
- 1993年（平成5年）5月11日 - 建設省から、道道旭川環状線が旭川環状線として主要地方道に指定される[3]。
- 1994年（平成6年）10月1日 - 路線番号再編に伴い、道道90号に変更[4]。
- 1999年（平成11年）11月4日 - 雨紛大橋の開通により全線開通[要出典]。

## 路線状況

### 重複区間
- 北海道道98号旭川多度志線：旭川市神居2条1丁目 - 旭川市神居2条10丁目
- 北海道道219号新開旭川線：旭川市神居町雨紛 - 旭川市西御料5条1丁目
- 北海道道641号北旭川停車場線：旭川市流通団地2条2丁目 - 旭川市末広東1条3丁目
- 国道12号旭川新道：旭川市末広7条3丁目 - 旭川市忠和4条2丁目
- 北海道道98号旭川多度志線：旭川市忠和4条2丁目 - 旭川市忠和4条8丁目

## 地理

### 通過する自治体
- 上川総合振興局
  - 旭川市

### 交差する道路
旭川市
- 国道12号 - 神居2条1丁目（起点）

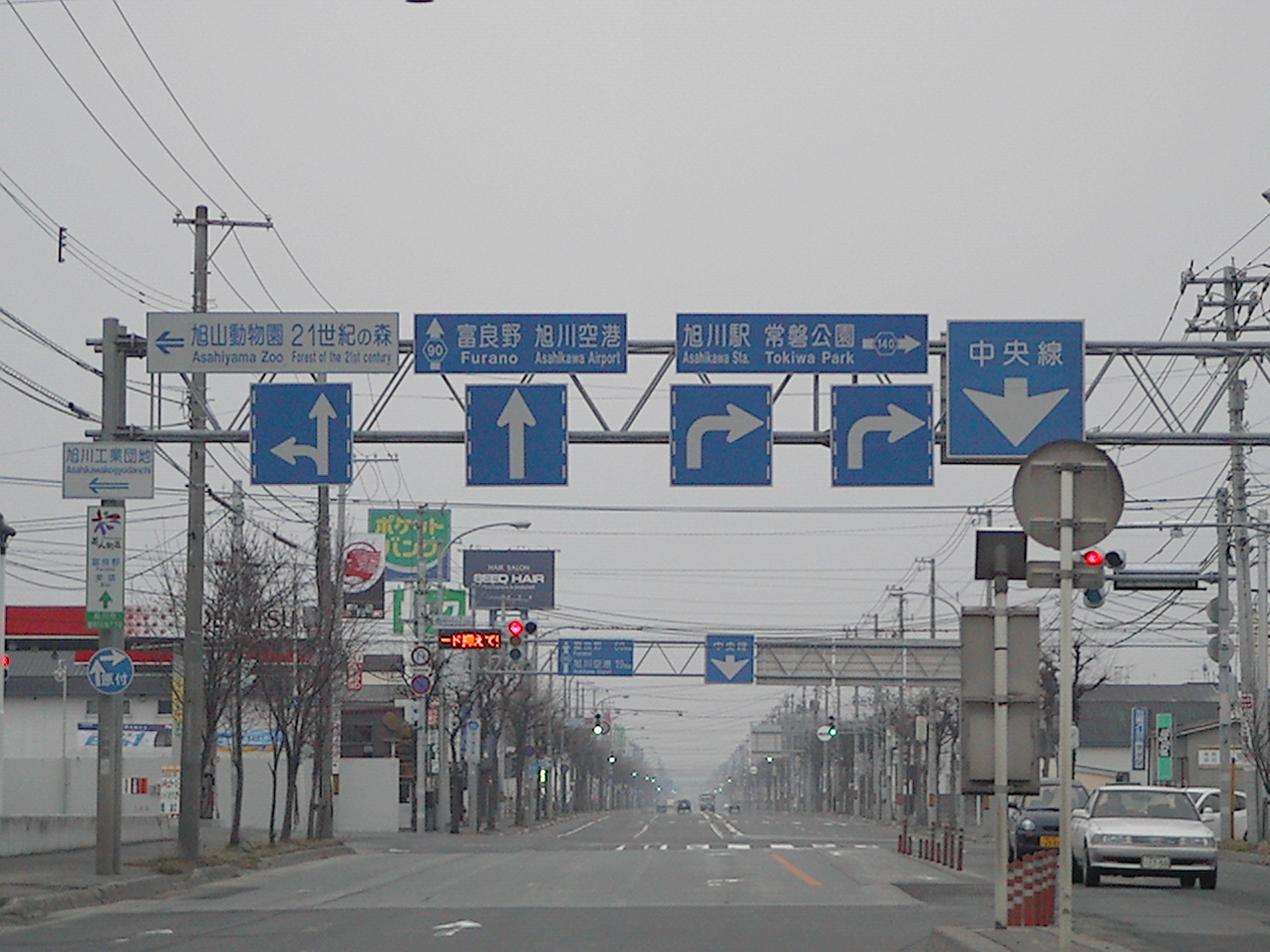
北海道道90号（豊岡14条6丁目）

- 北海道道98号旭川多度志線 - 神居2条11丁目・神居3条10丁目交差点
- 北海道道219号新開旭川線 - 神居町雨紛
- 国道237号 - 西御料4条1丁目
- 北海道道294号東川東神楽旭川線 - 旭神3条5丁目
- 北海道道1160号旭川旭岳温泉線 - 東光5条6丁目
- 北海道道940号東川旭川線 - 豊岡4条7丁目
- 北海道道140号愛別当麻旭川線 - 豊岡14条6丁目【北緯43度46分19.9秒 東経142度24分47.4秒 / 北緯43.772194度 東経142.413167度】
- 北海道道140号愛別当麻旭川線 - 永山10条4丁目・永山町3丁目交差点
- 国道39号 - 永山3条4丁目
- 北海道道641号北旭川停車場線 - 流通団地1条3丁目交差点
- 国道40号 - 末広東1条3丁目
- 国道12号旭川新道 - 末広7条3丁目・末広7条4丁目交差点（重複）
起点（国道12号交点）に接続

#### 沿線にある施設など
旭川市
- 旭川医科大学
- 旭川医科大学病院
- 北海道旭川工業高等学校
- 北海道旭川永嶺高等学校
- パワーズショッピングセンター
- あさひかわラーメン村